# Gerhard Munthe
Gerhard Peter Franz Wilhelm Munthe (Elverum, 19 luglio 1849 – Bærum, 15 gennaio 1929) è stato un pittore e illustratore norvegese.

## Biografia
Era il figlio del medico Christopher Pavels Munthe (1816-1884), e di sua moglie, Christine Margrethe Pavels Aabel (1827-1887). Era il fratello di Hartvig Andreas Munthe, Margrethe Munthe e di Carl Oscar Munthe. Era anche un nipote dello storico e cartografo Gerhard Munthe e uno zio di Wilhelm Munthe e di Lagertha Munthe. Attraverso sua madre era un nipote di Andreas Leigh Aabel e Oluf Andreas Aabel, e un primo cugino di Hauk Aabel.
Nel dicembre 1886 sposò Sigrun Sandberg (1869-1957). La coppia divorziò nel 1919. Nello stesso anno sposò Fridtjof Nansen.

## Carriera
Quando Munthe si trasferì a Christiania nel 1863, la sua intenzione era quella di studiare medicina come suo padre, ma egli gli consigliò di studiare arte. Studiò sotto Johan Fredrik Eckersberg, Morten Müller e Knud Bergslien. Tra il 1874 e il 1876 studiò sotto Andreas Achenbach e il suo cugino di terzo grado Ludwig Munthe a Düsseldorf. Visse a Monaco (1877-1882). In seguito ritornò in Norvegia, dove iniziò a dipingere in stile naturalista. A livello internazionale ha partecipato alla Esposizione Universale del 1900, all'Esposizione internazionale della Luisiana del 1904 e molte altre.
Dal 1890 si specializzò con l'arte decorativa. Alcune delle sue opere sono state tessute in grandi arazzi. Ha anche creato decorazioni monumentali, alcuni dei quali sono andate perdute. Fu membro del consiglio di amministrazione della Galleria nazionale di Oslo (1892-1905).
Fra i suoi allievi, si ricorda Olaf Aakrann.